# Chatturat (cratera)
Chatturat é uma cratera marciana. Tem como característica 8.2 quilômetros de diâmetro. Deve o seu nome a Chatturat, uma cidade na Tailândia.